# Luo Shifang
Luo Shifang (chinês simplificado: 罗诗芳, pinyin: Luó Shīfāng; 2 de abril de 2001) é uma halterofilista chinesa, campeã olímpica.

## Carreira
Luo começou a praticar levantamento de peso aos 12 anos. Ela começou a praticar para melhorar sua aptidão física.
Luo ganhou uma medalha na categoria feminina de 59 kg no Campeonato Mundial de Halterofilismo de 2022, realizado em Bogotá, Colômbia. Ela ganhou a medalha de ouro em sua categoria no Campeonato Asiático de Halterofilismo de 2023, realizado em Jinju, Coreia do Sul.
Em 2023, ela ganhou a medalha de ouro no evento feminino de 59 kg no Campeonato Mundial de Halterofilismo realizado em Riad, Arábia Saudita. Ela ganhou a medalha de prata em seu evento nos Jogos Asiáticos de 2022, realizados em Hangzhou, China.
Ela conseguiu a medalha de ouro na categoria até 59 kg feminino ao vencer os Jogos Olímpicos de Verão de 2024, realizados em Paris em 8 de agosto de 2024. Nesta ocasião, ela estabeleceu três recordes olímpicos no levantamento de peso: arranco, arremesso e pontuação total.